# وارسلی
وارسلی (به انگلیسی: Waresley) یک محله مدنی و روستا در بریتانیا است که در ناحیه شورای کمبریج‌شر واقع شده‌است.